# 多米尼科鎮
多米尼科鎮（Villa Domínico）是阿根廷的城鎮，位於該國東北部，由布宜諾斯艾利斯省負責管轄，始建於1894年8月11日，海拔高度6米，主要經濟活動有服務業，2001年人口58,824。